# Južnoomotski jezici
Južnoomotski jezici, jedna od dviju glavnih grana omotskih jezika na području Etiopije. Obuhvaća (5) od 29 omotskih jezika, to su: aari [aiw] (155.000; 1994 popis); dime [dim] (6.500; 1994 popis); novopriznati jezik gayil [gyl] (55.700; 2007); hamer-banna [amf] (42.800; 1994 popis); i karo [kxh] (1,000; 2007 S. Malmvam).
Njima danas govori ukupno 261.000 ljudi.

## Vanjske poveznice
- Ethnologue (14th)
- Ethnologue (15th)